# Goñi
Goñi —más comúnmente Valle de Goñi— (en euskera: Goñerri o Goñibar) un municipio español de la Comunidad Foral de Navarra, situado en la merindad de Estella, en la Cuenca de Pamplona (según Zonificación Navarra 2000) y a 30 km de la capital de la comunidad, Pamplona. Su población en 2024 fue de 172 habitantes (INE), su superficie es de 42,23 km² y su densidad de población es de 4.07 
 hab/km².
El municipio está compuesto por 5 concejos: Aizpún que es la capital, Azanza, Munárriz, Urdánoz y el que le da nombre, Goñi. 

## Símbolos

### Escudo
El escudo de armas del valle de Goñi tiene el siguiente blasón:

En campo de gules, tres bezantes de oro, puestos en triángulo mayor.

Durante más de un siglo, entre 1840 a 1953, usaron como blasón una cruz, haciendo referencia, sin duda, a las armas de su palacio de Armería. Desde 1953 volvieron a las consignadas, que son las que históricamente le corresponden.

## Geografía

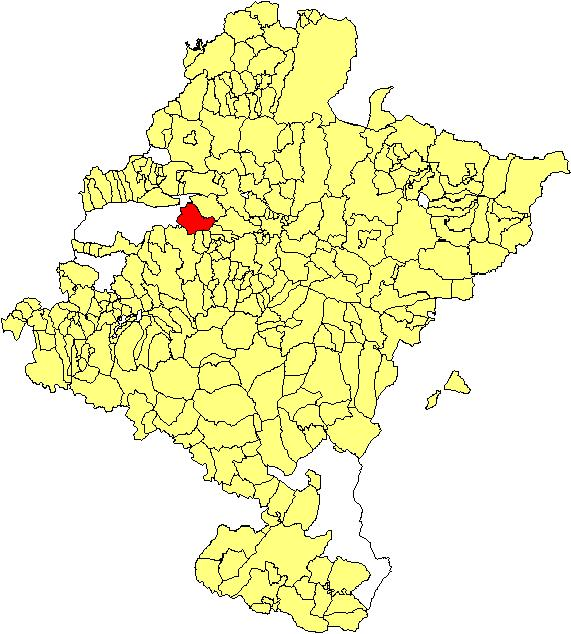
Situación del municipio de Goñi en Navarra

El valle de Goñi se encuentra situado en la zona centro-oeste de la Comunidad Foral de Navarra, en la parte oriental de la Cuenca de Pamplona y la parte noroccidental de la Merindad de Estella. Su término municipal tiene 43,23 km² y limita con los municipios de Ollo por el norte, con la facería de la sierra de Andía, por el oeste, con Cendea de Olza y Echauri por el este y con Guesálaz y Salinas de Oro por el sur.

### Relieve e hidrografía
El valle está situado entre las sierras de Andía y Urbasa. Riegan su alto término municipal los barrancos de Artazul y Lebrón, los cuales van a desembocar al río Araquil. La capital del valle, Aizpún se halla a la orilla derecha del Lebrón, al pie de la sierra de Andía. El Norte del término municipal es muy montañoso, pues aquí se encuentran las sierras de Andía, Satrústegui y Urbasa, oscilando sus alturas entre los 929 y 1134 m s. n. m.

### Clima
El clima de la zona es de tipo subatlántico y está muy condicionado por la altitud. La temperatura media anual está entre 6° y 10° C y el índice de precipitaciones anuales entre 1200 y 1400 mm. Al año se presentan entre 120 y 160 días lluviosos, estando estas presentes en todos los meses. El índice de evapotranspiración potencial está entre 550 y 600 mm.

### Flora y fauna
Debido a su clima fresco y húmedo, los hayedos (Fagus sylvatica) ocupan la mayor parte de la superficie forestal, acompañados, en las cotas menos elevadas, de robledales.
En cuanto a la fauna se pueden encontrar con dificultad animales salvajes como jabalís, zorros o lobos.

## Historia

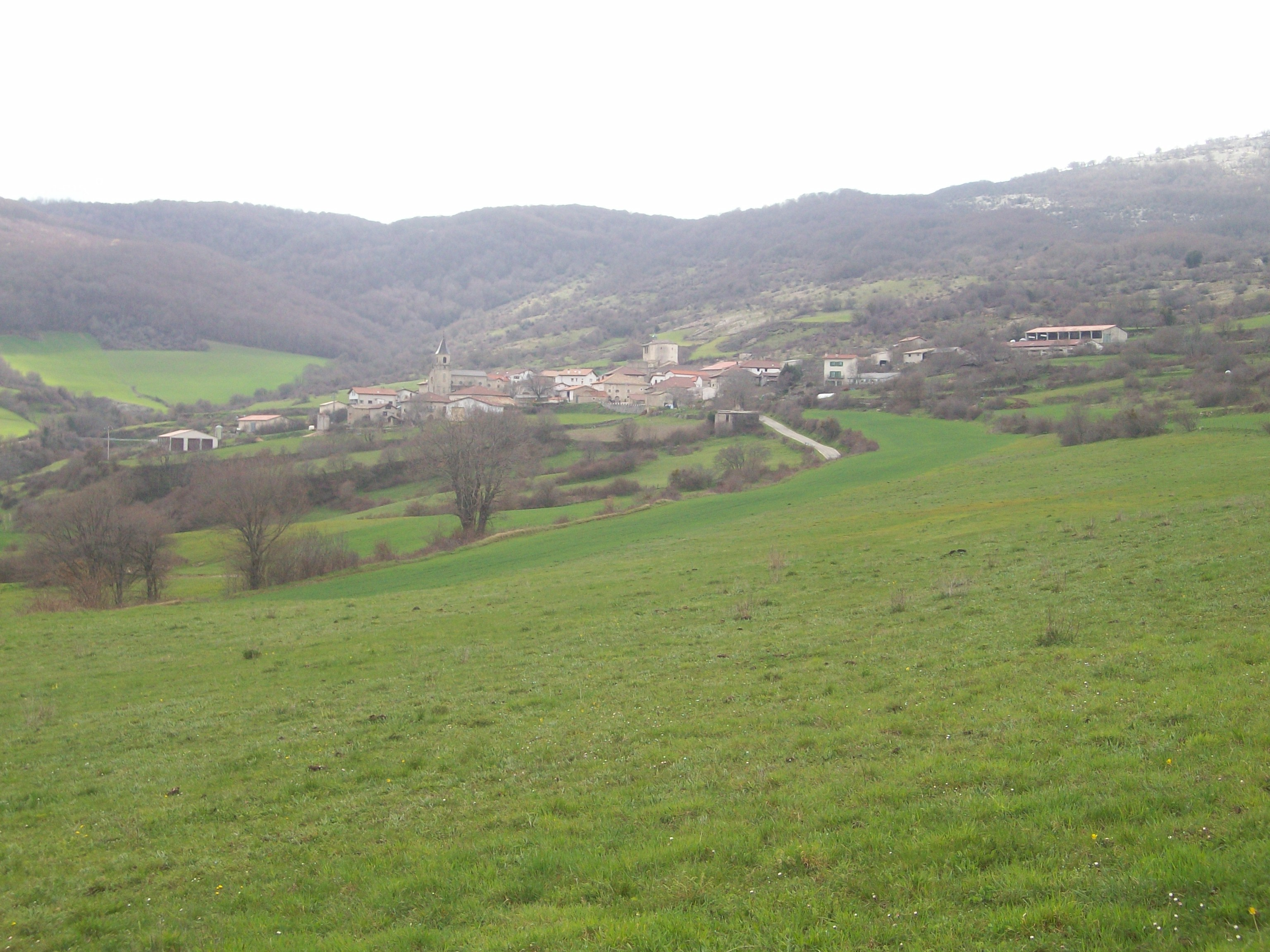
Vista panorámica de la localidad de Goñi

### Prehistoria y Edad Antigua
En el concejo de Goñi se encuentran importantes restos dolménicos (dolmen de Trekua-Goñi y de Peña Blanca)

### Edad Media y Moderna
Los cinco pueblos formaban ya en el siglo XIV una entidad administrativa única con la denominación de “Cinco Villas”. En Goñi parece que hubo antiguamente un castillo fortaleza (cuna de la leyenda de Don Teodosio de Goñi) y también un palacio del Cabo de Armería, llamado Jauregia. En el siglo XVI se construyó el palacio nuevo, conocido como Larrain-nagusi o Palacio de San Miguel de Goñi (el palacio viejo se conocería desde entonces como Jauregi-zarra). Para 1802 estos dos palacios se encontraban ya arruinados.

### Edad Contemporánea
La jurisdicción del valle de Goñi la tuvo el alcalde ordinario de la ciudad de Estella hasta la primera mitad del siglo XIX. Aparte, cada lugar disponía de su propia administración de justicia, que en los lugares de Aizpún, Azanza y Goñi eran designadas por turno entre todas las casas y en los de Munárriz y Urdánoz eran elegidos entre todos los vecinos de cada lugar. Tras las reformas municipales acaecidas en España con la irrupción del liberalismo que se llevaron a cabo entre 1835 y 1845, el valle se constituyó como municipio, quedado integrado por los mismos cinco lugares que lo componía. En 1850 el concejo se reunía en la localidad de Urdánoz. 
Durante el siglo XIX, cada uno de los cinco lugares disponía de su propia escuela, cada una de las cuales estaba dotada con 1.280 reales, pagaderos en metálico y trigo. Todas ellas compartían el mismo maestro que era a la vez el secretario del ayuntamiento. El valle disponía de un solo molino harinero dotado de una piedra y los caminos que discurrían por él eran de ámbito local y se encontraban en un estado precario. 
Durante la Guerra de la Independencia, el guerrillero Francisco Espoz y Mina estableció en la ermita de Santa Quiteria situada cerca de la sierra de Andía una fábrica de pólvora, que fue posteriormente incendiada y destruida por las tropas francesas al percatarse de su función. En estado ruinoso seguía esta ermita en 1850, aunque posteriormente fue reconstruida.

## Demografía
Goñi cuenta con una población de 172 habitantes (INE 2024).
| Gráfica de evolución demográfica de Goñi entre 1842 y 2024 |
| |
| Población de derecho según los censos de población del INE Población de hecho según los censos de población del INEEntre el censo de 1857 y el anterior, crece el término del municipio porque incorpora a 315002 (Aizpún), 315020 (Azanza), 315079 (Munárriz), 315106 (Urdanoz) |

### Núcleos de población
El municipio se divide en las siguientes entidades de población, según el nomenclátor de población publicado por el INE (Instituto Nacional de Estadística). Los datos de población se refieren a 2014
| Entidad de población | Población (2014) |
| -------------------- | ---------------- |
| Aizpún               | 23               |
| Azanza               | 43               |
| Goñi                 | 37               |
| Munárriz             | 51               |
| Urdánoz              | 16               |

## Administración y política
La administración política se realiza a través de un ayuntamiento de gestión democrática cuyos componentes se eligen cada cuatro años por sufragio universal desde las primeras elecciones municipales tras la reinstauración de la democracia en España, en 1979. El censo electoral está compuesto por los residentes mayores de 18 años empadronados en el municipio, ya sean de nacionalidad española o de cualquier país miembro de la Unión Europea. Según lo dispuesto en la Ley Orgánica del Régimen Electoral General, que establece el número de concejales elegibles en función de la población del municipio, la corporación municipal está formada por 5 concejales. La sede del Ayuntamiento del Valle de Goñi está situada en la calle San Andrés de la localidad de Aizpún.
| Partido Político                                          | Candidato                      | N.º Votos | Elegido? |
| --------------------------------------------------------- | ------------------------------ | --------- | -------- |
| Agrupación Independiente Valle de Goñi (AI Valle de Goñi) | José Ignacio Preboste Goñi     | 59        | Sí       |
| Agrupación Independiente Valle de Goñi (AI Valle de Goñi) | Félix Asiáin Ollo              | 34        | Sí       |
| Agrupación Independiente Valle de Goñi (AI Valle de Goñi) | Gumersindo Induráin Cobos      | 28        | Sí       |
| Agrupación Independiente Valle de Goñi (AI Valle de Goñi) | Ana Jesús San Román Armendáriz | 19        | Sí       |
| Agrupación Independiente Valle de Goñi (AI Valle de Goñi) | Andrés Gorospe Esáin           | 18        | Sí       |

## Patrimonio
Los edificios más importantes del núcleo de Goñi son: 
- La vieja parroquia de San Ciriaco: Construida a finales del siglo XII e inicios del siglo XIII (románico tardío). Aspecto de fortaleza. Hoy en ruinas pero en proceso de reconstrucción.

- Parroquia de San Antonio: construida en sustitución de la otra en 1935. Contiene una casulla bordada y una cruz procesional del siglo XVII.
- Ermita de San Miguel: célebre por la penitencia que en ella hizo, abrumado de remordimientos por el parricidio que había cometido, Teodosio de Goñi. Conserva en la entrada un buen escudo del siglo XVI con la inscripción de "GOÑI".

Además hay casas del siglo XVI con grandes portalones de medio punto en la entrada. Ventanas de doble arquillo y aleros del siglo XVII.